# Nationaal park Bergkwagga
Het Bergkwagga Nasionale Park of Mountain Zebra National Park is een Zuid-Afrikaans wildpark dat in 1937 gesticht is om de Kaapse bergkwagga of bergzebra voor uitsterven te behoeden. Het park is gelegen nabij Cradock in de Oost-Kaap en huisvest meer dan 700 bergkwagga's. Andere dieren zijn onder andere buffels, rode hartebeesten en gemsbokken. Er zijn plannen om Bergkwagga te koppelen aan het Nationaal park Kamdeboo, om zo een 520 000 hectare groot park te vormen.

## Externe links

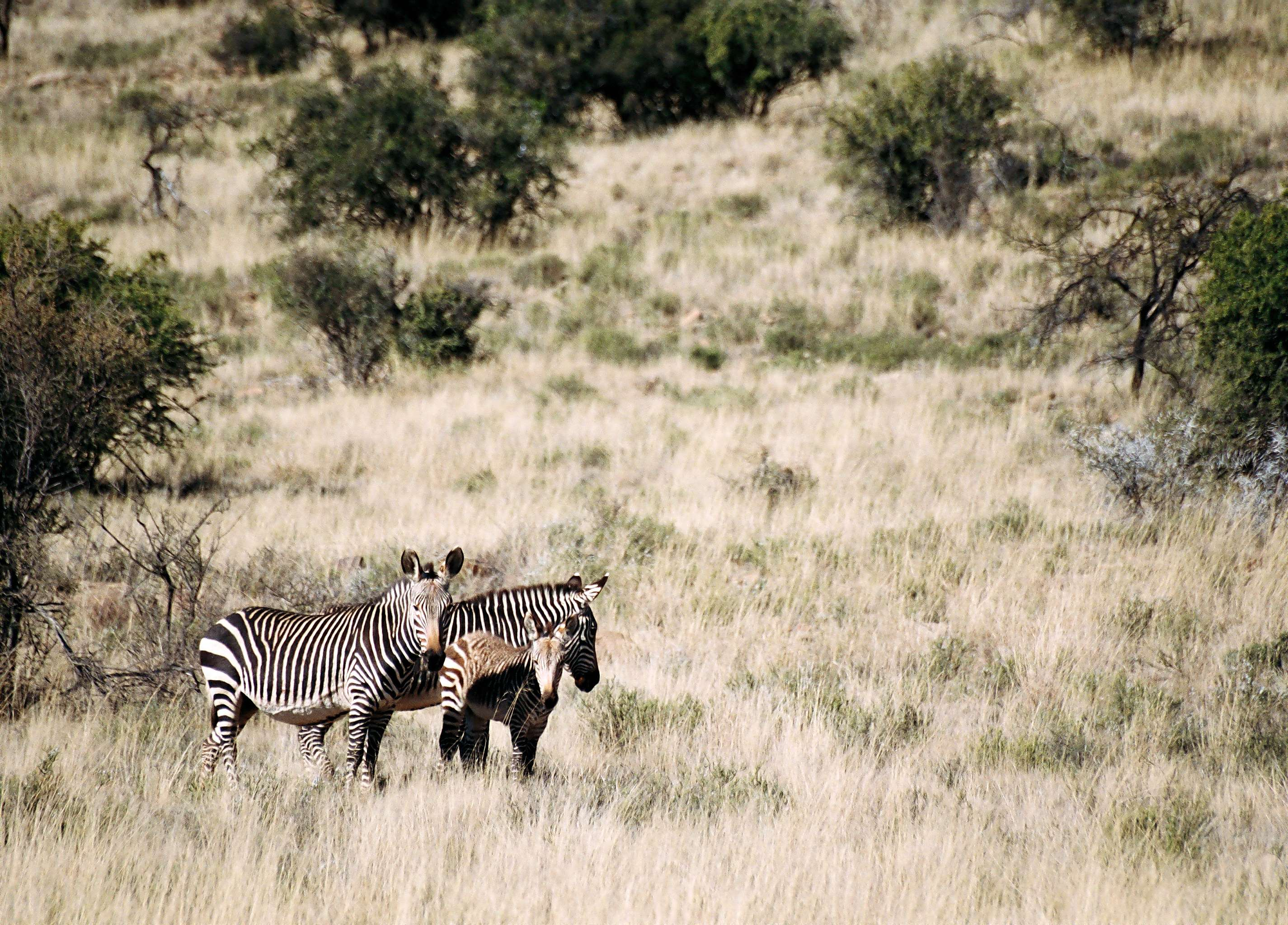
Zebra's in Mountain Zebra Nationaal Park.

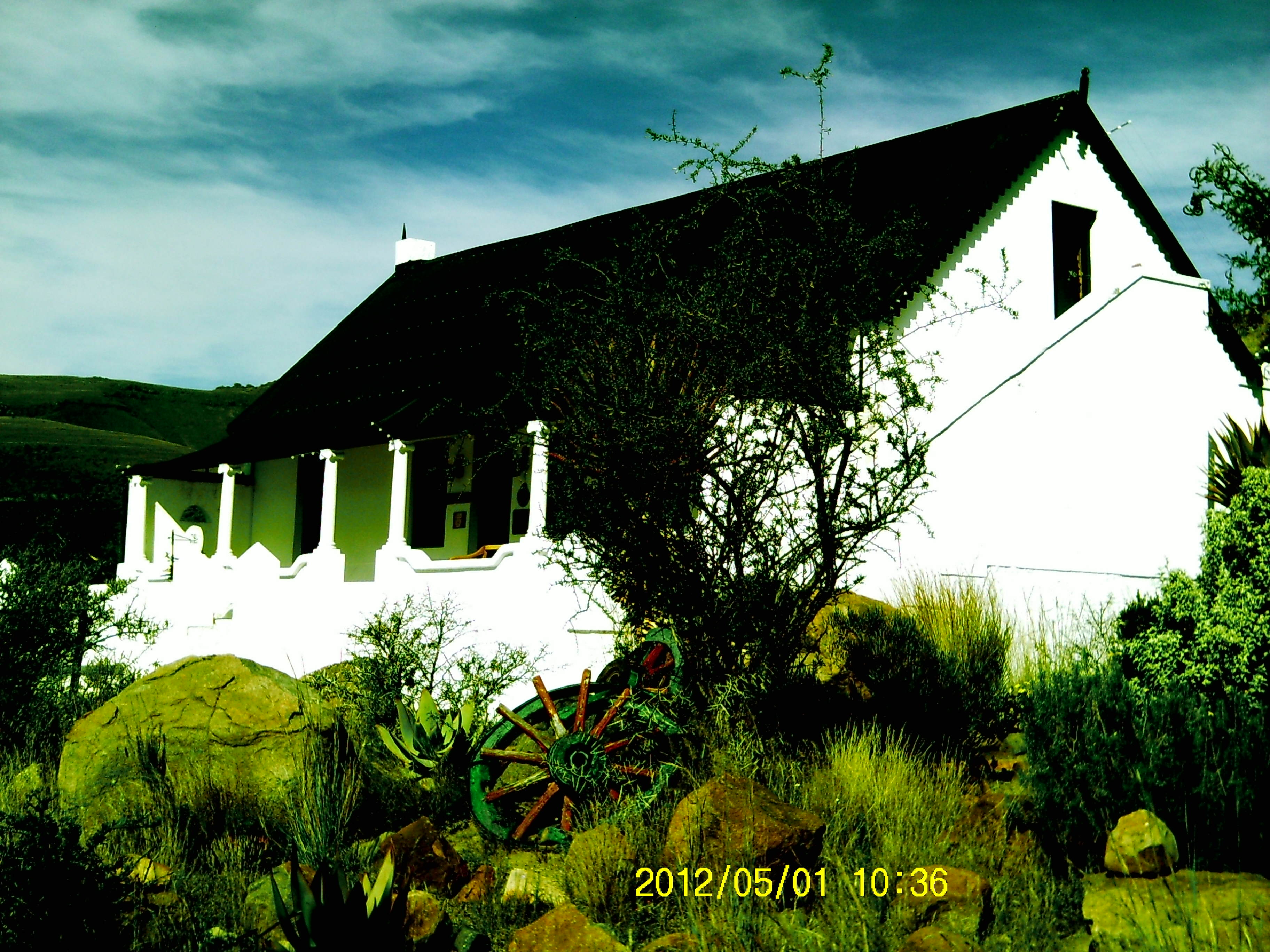
Doornhoek Gastehuize

## Dieren

### Zoogdieren

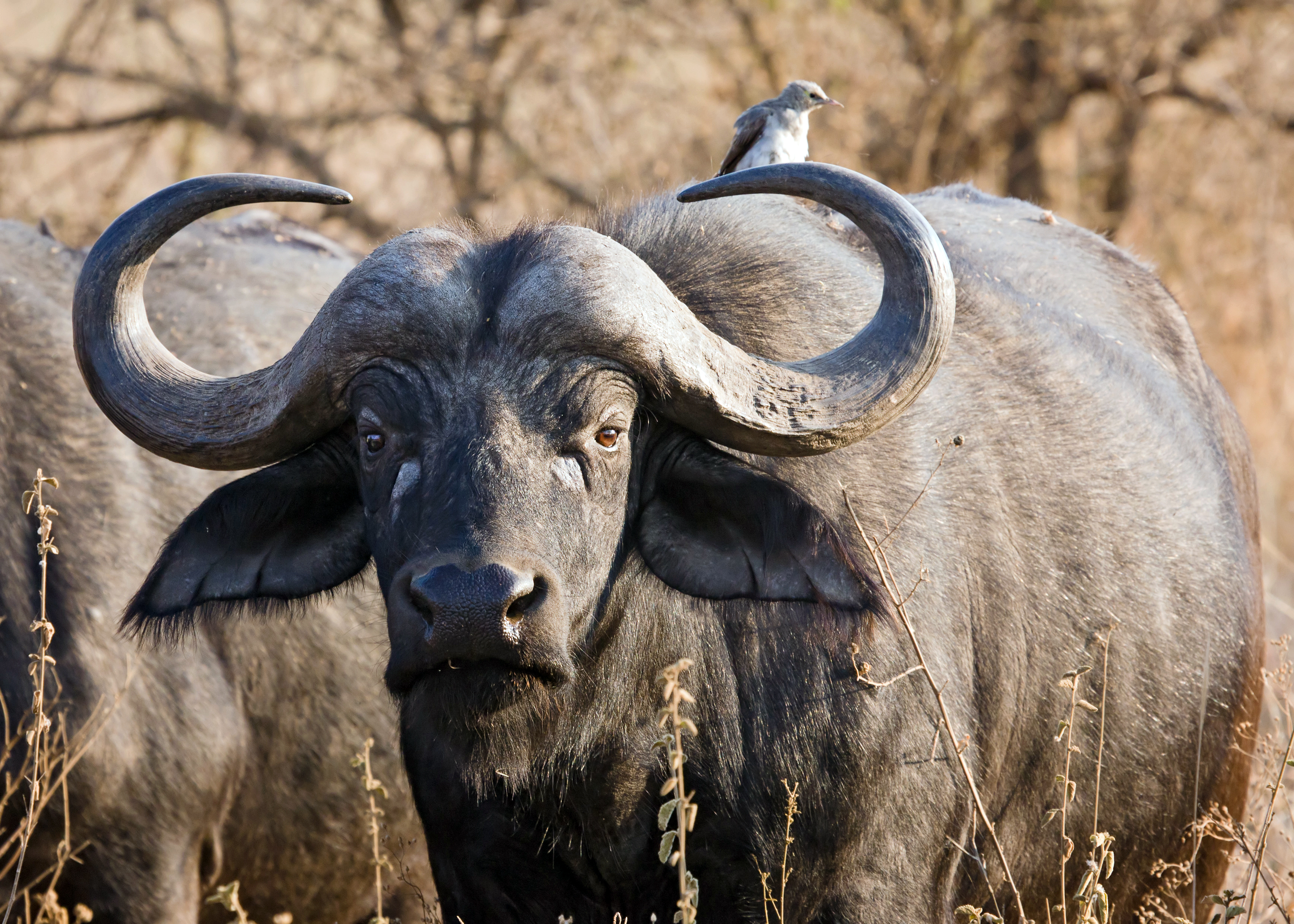
Buffel
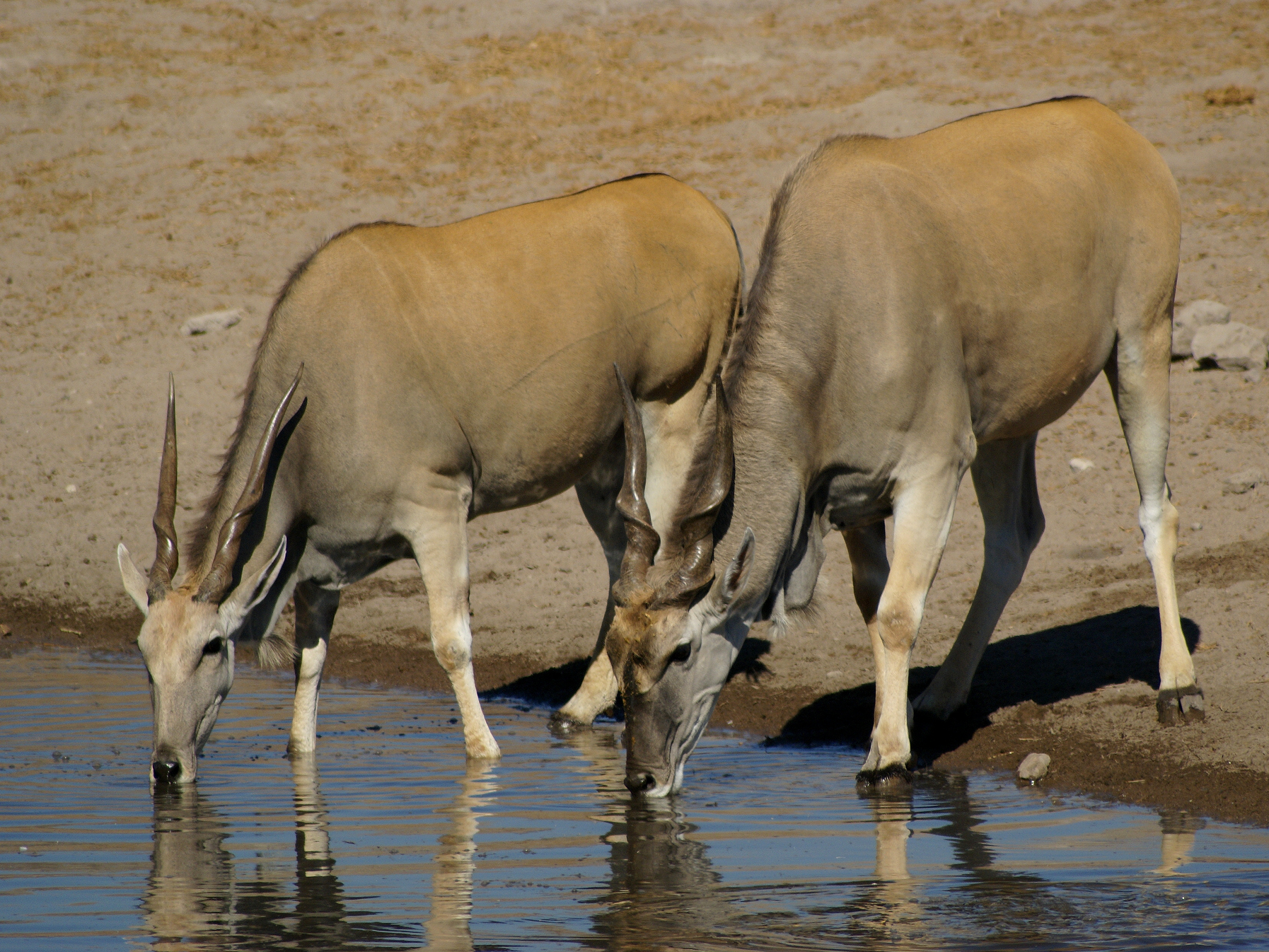
Elande
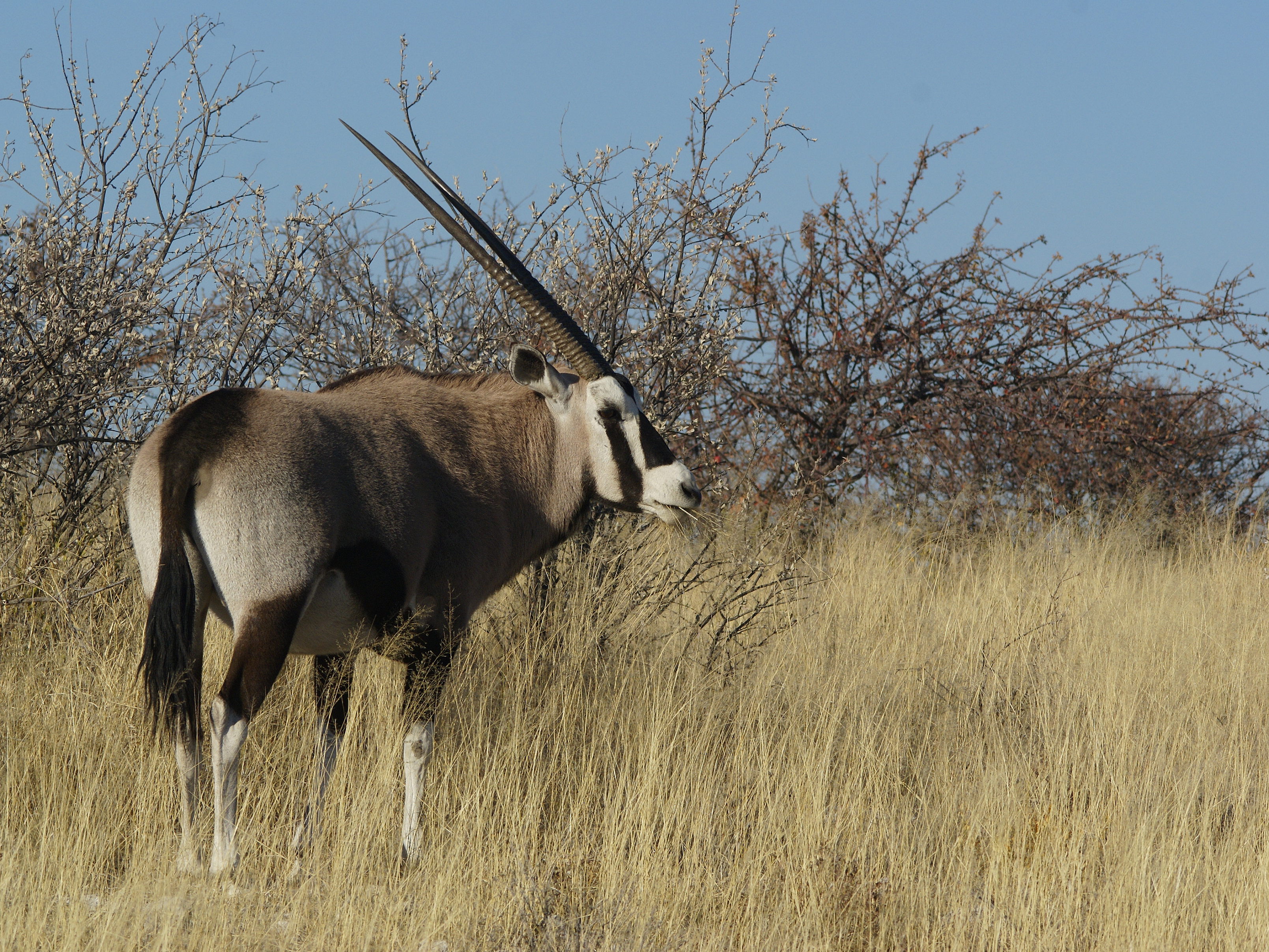
Gemsbok
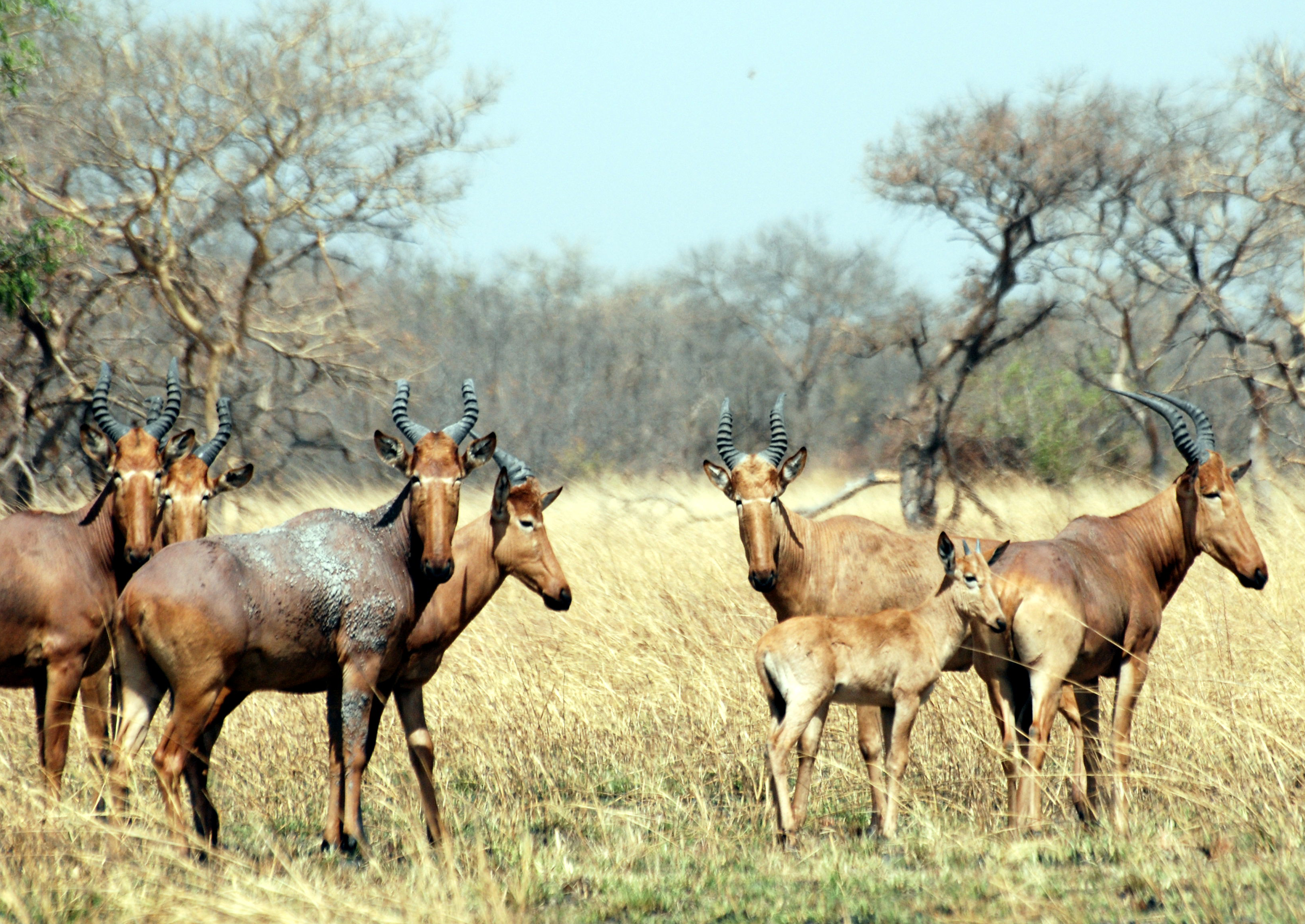
Rode hartebeesten
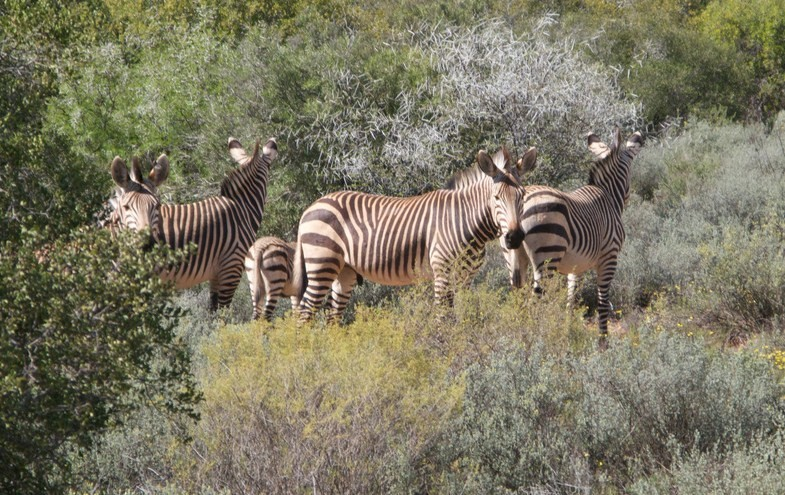
Bergzebra's
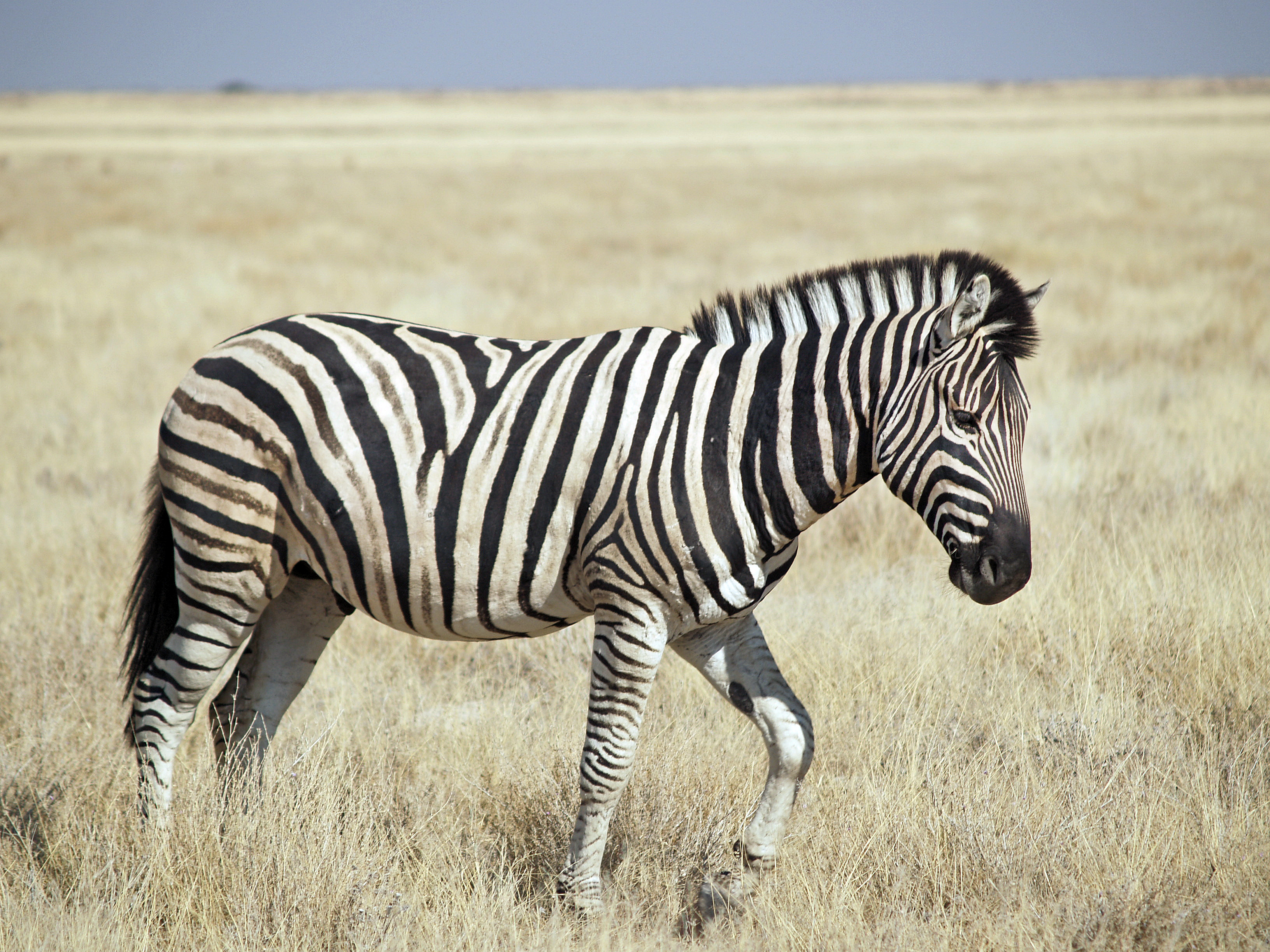
Steppezebra
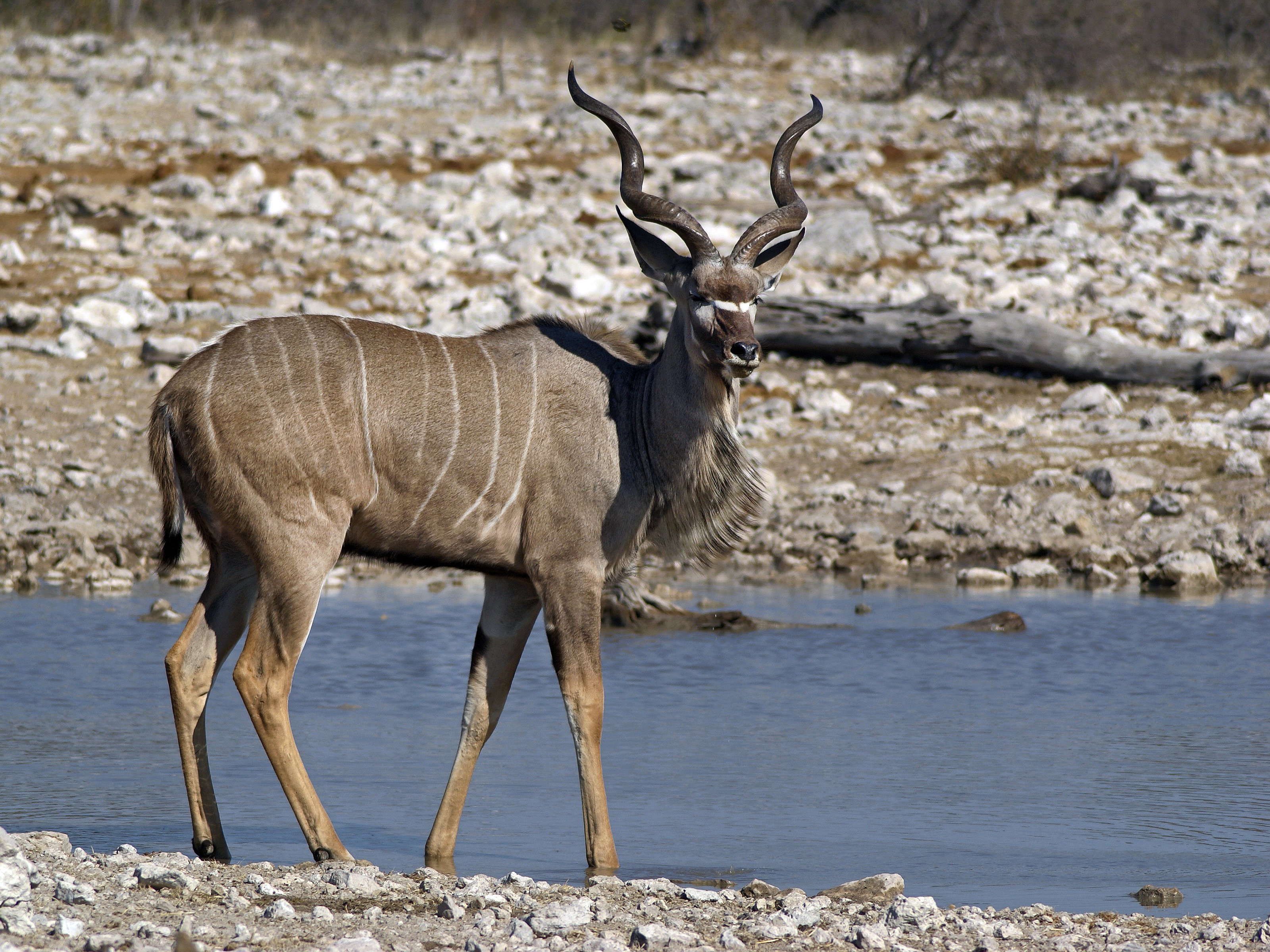
Koedoe
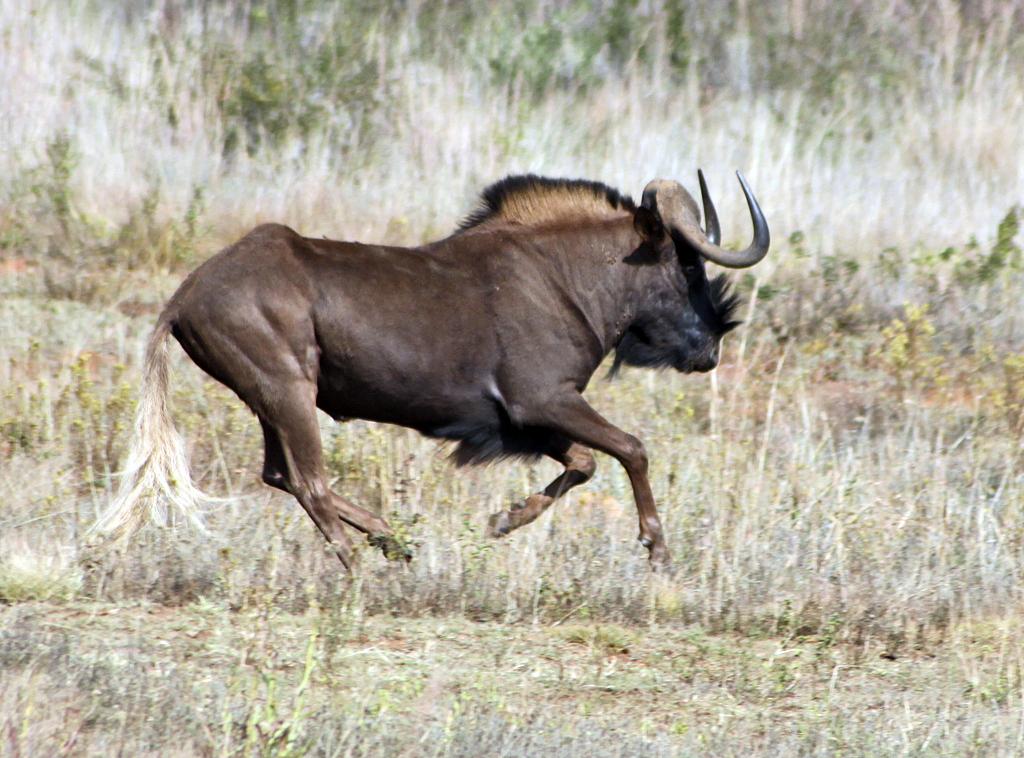
Witstaartgnoe
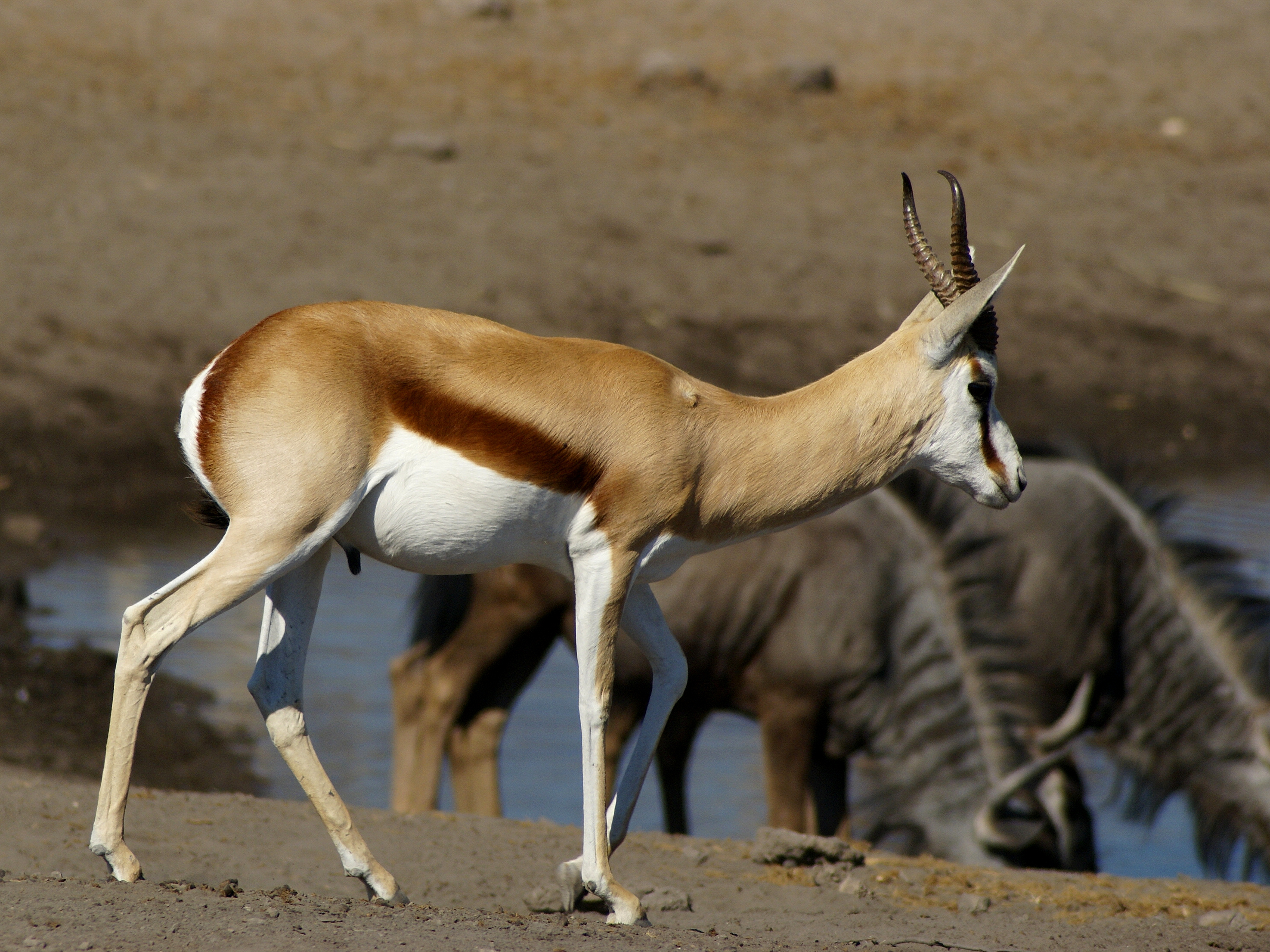
Springbok
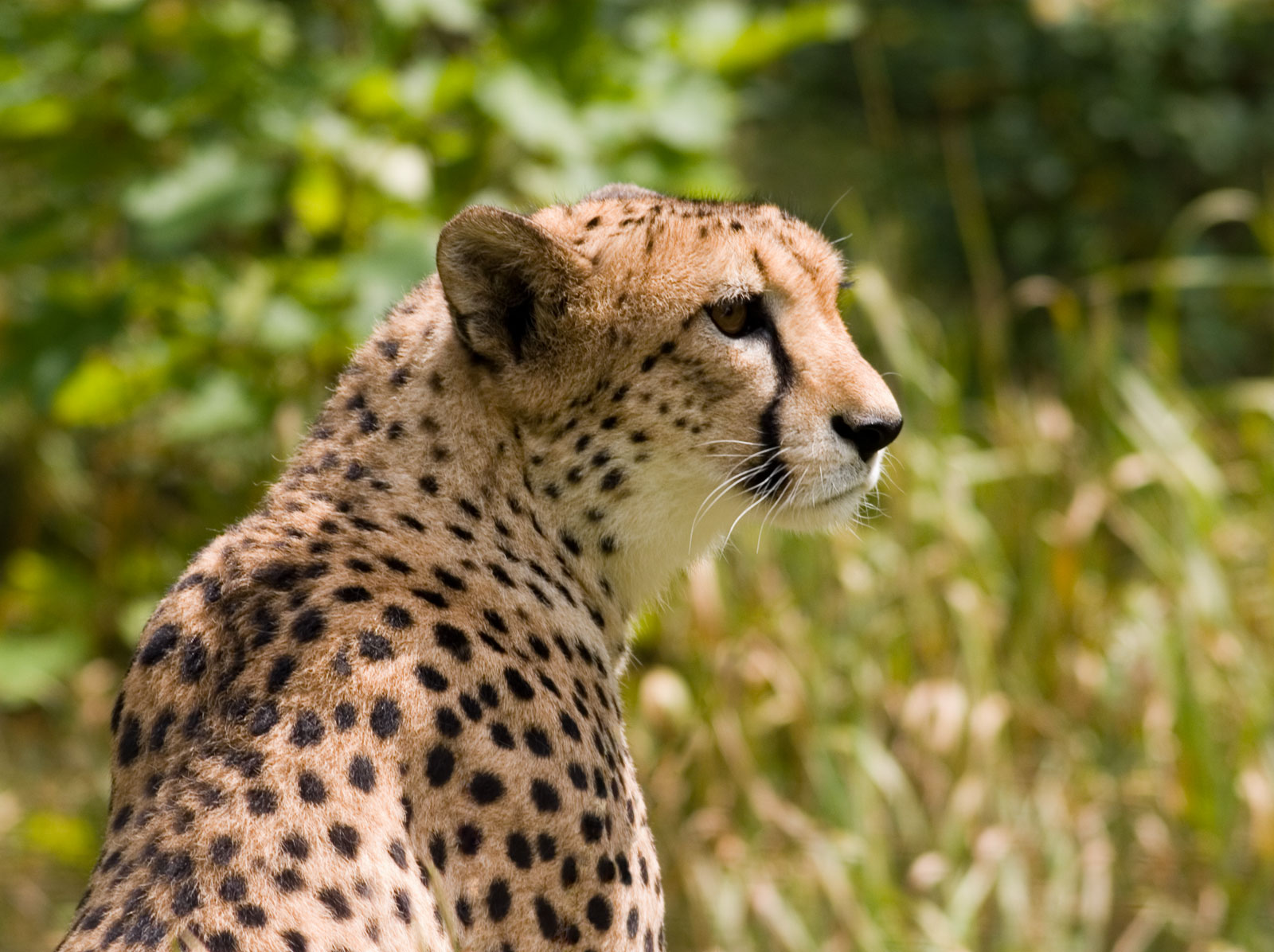
Jachtluipaard
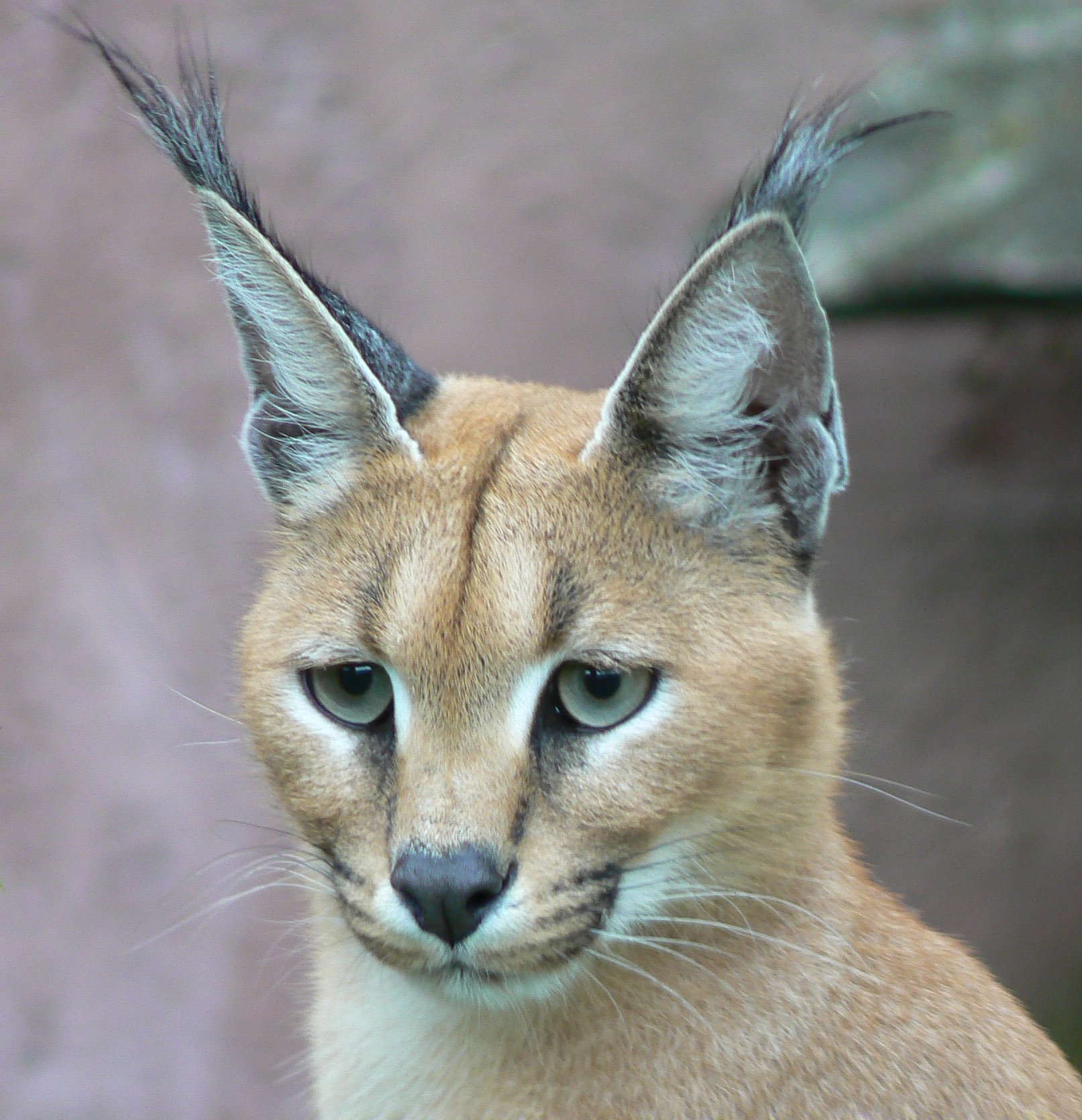
Caracal
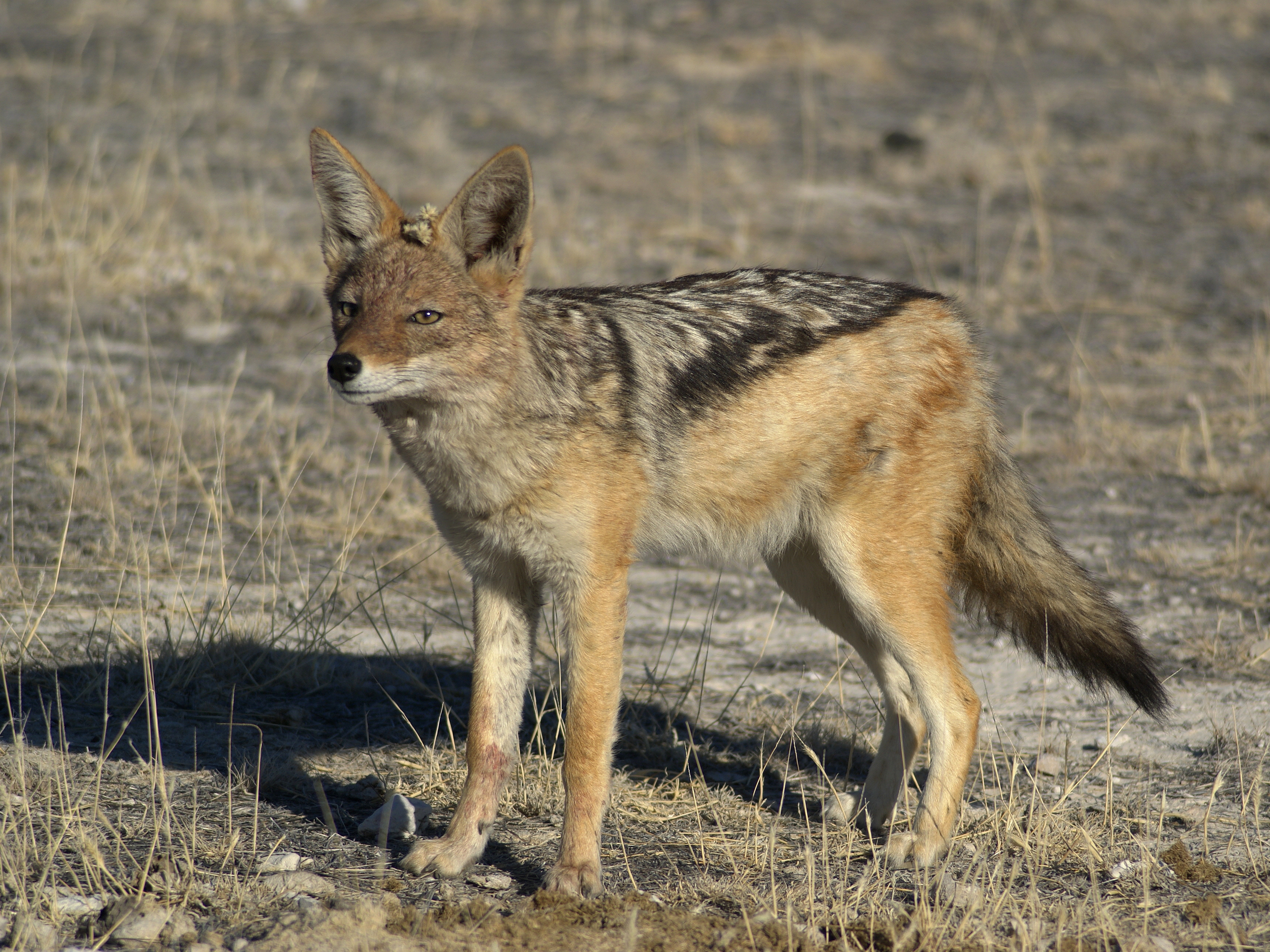
Zadeljakhals
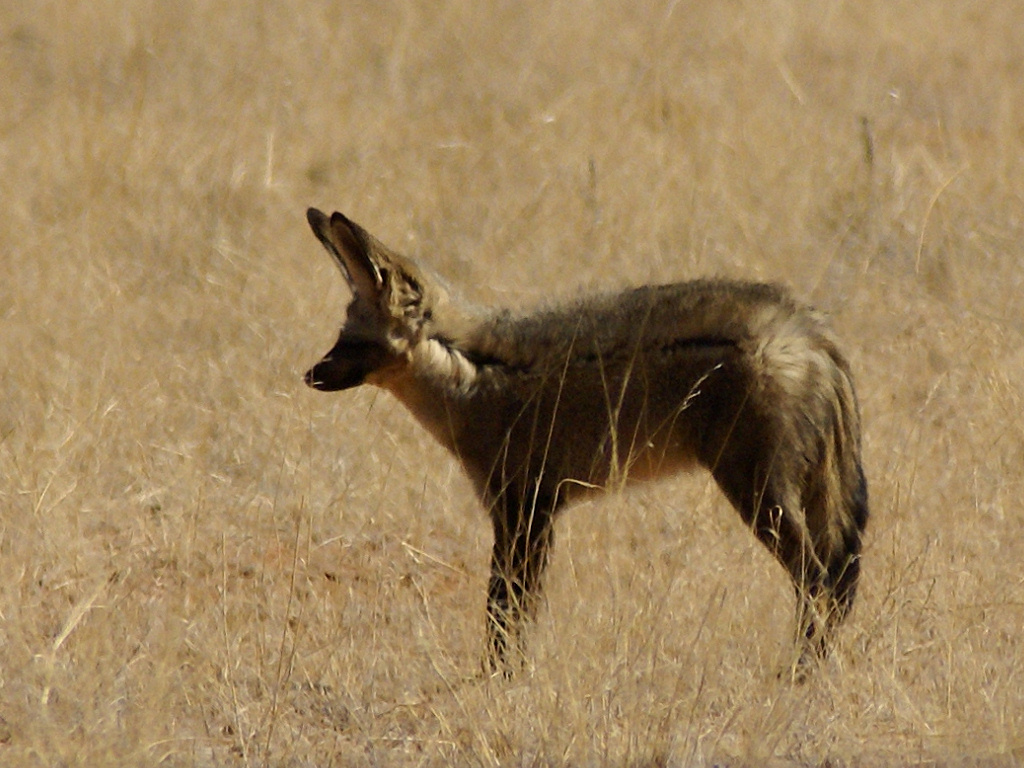
Grootoorvos
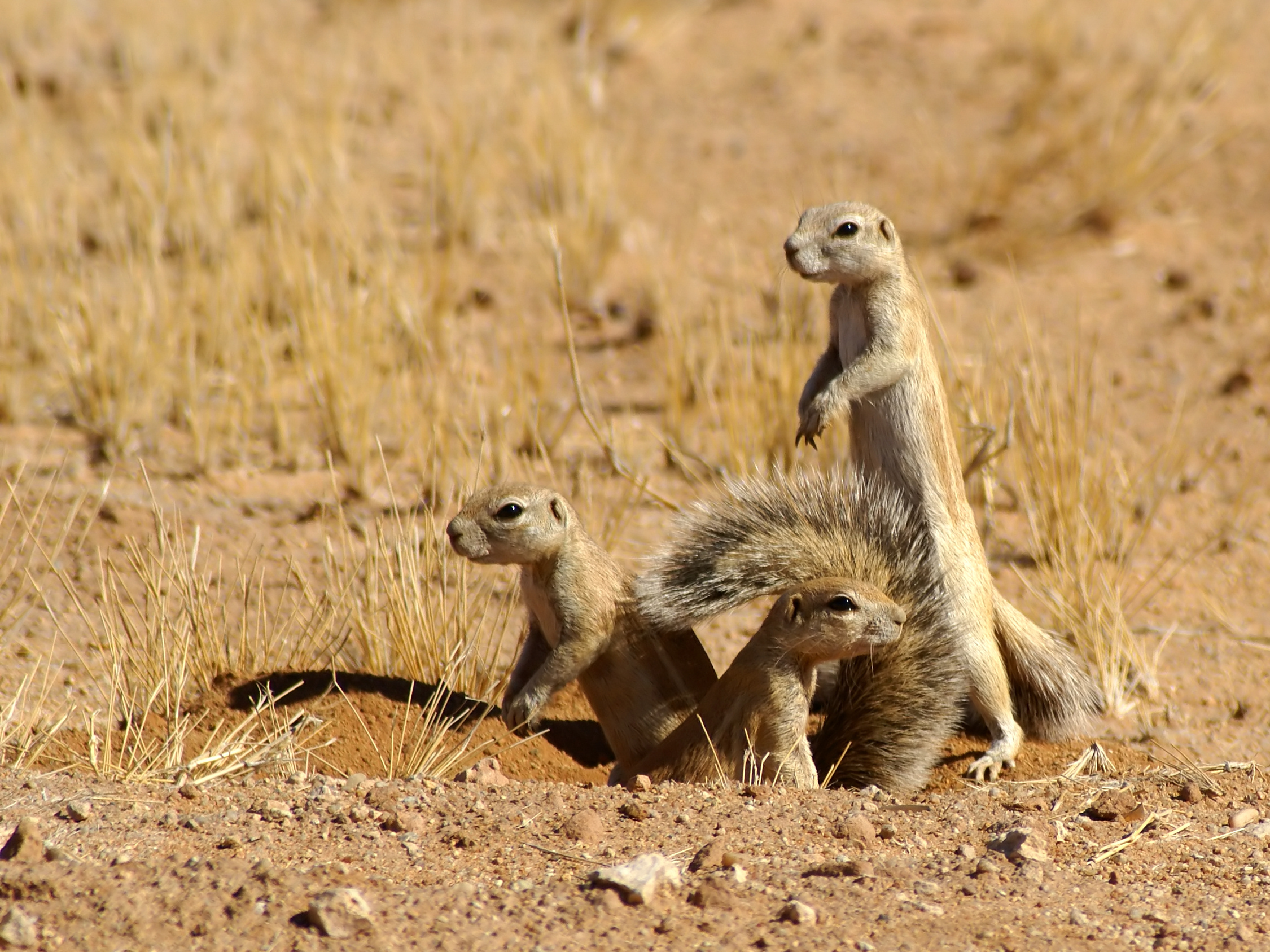
Kaapse grondeekhoorn.

### Vogels

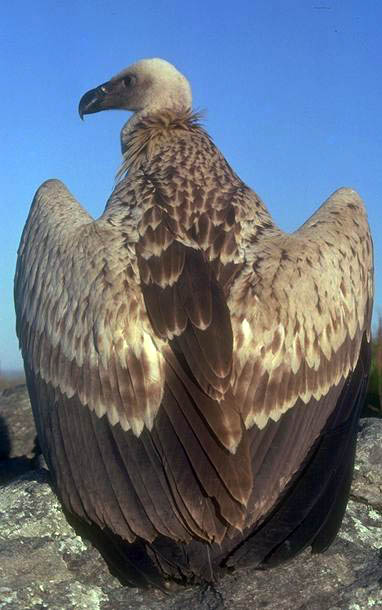
Kaapse gier
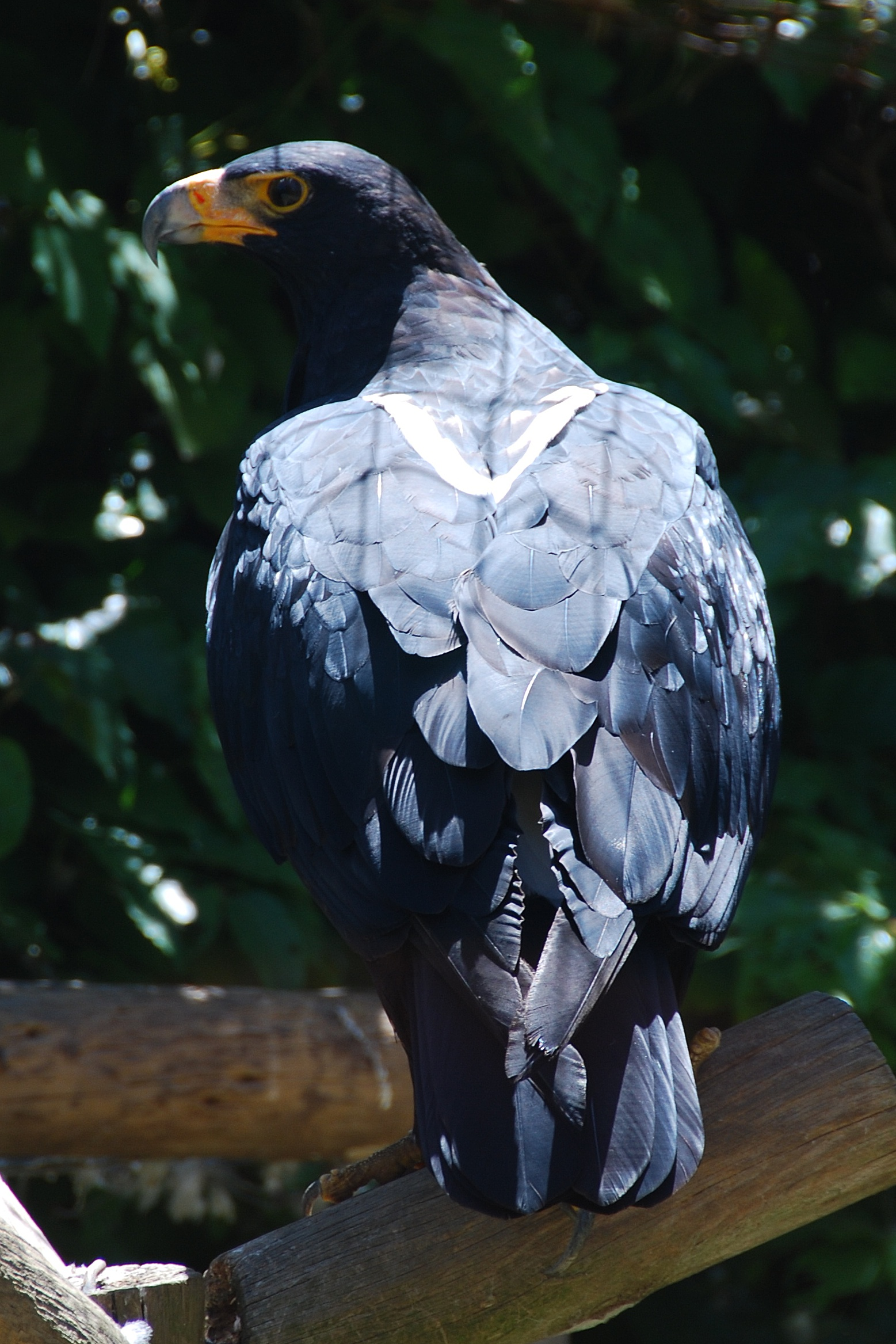
Zwarte arend
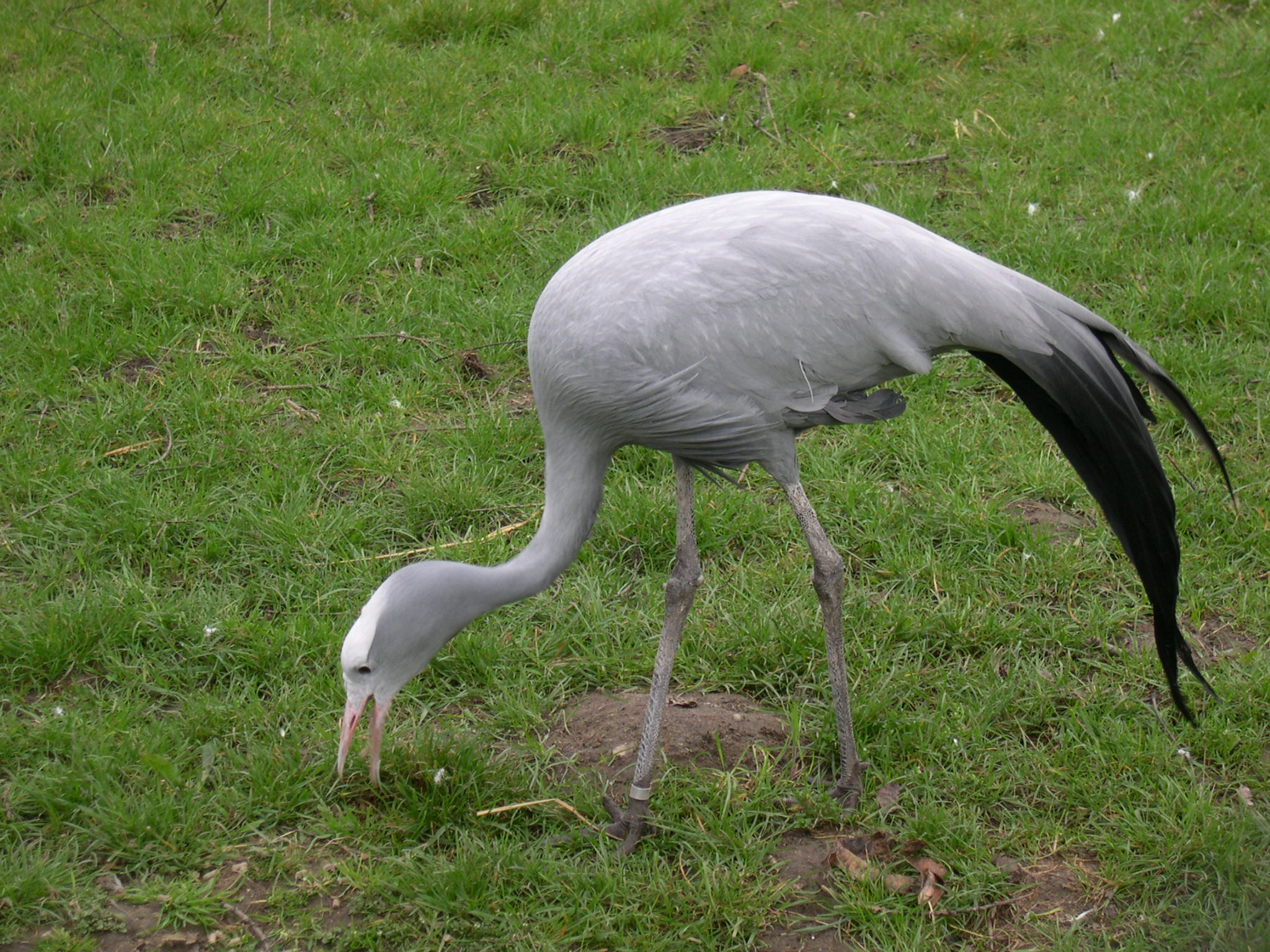
Paradijskraanvogel
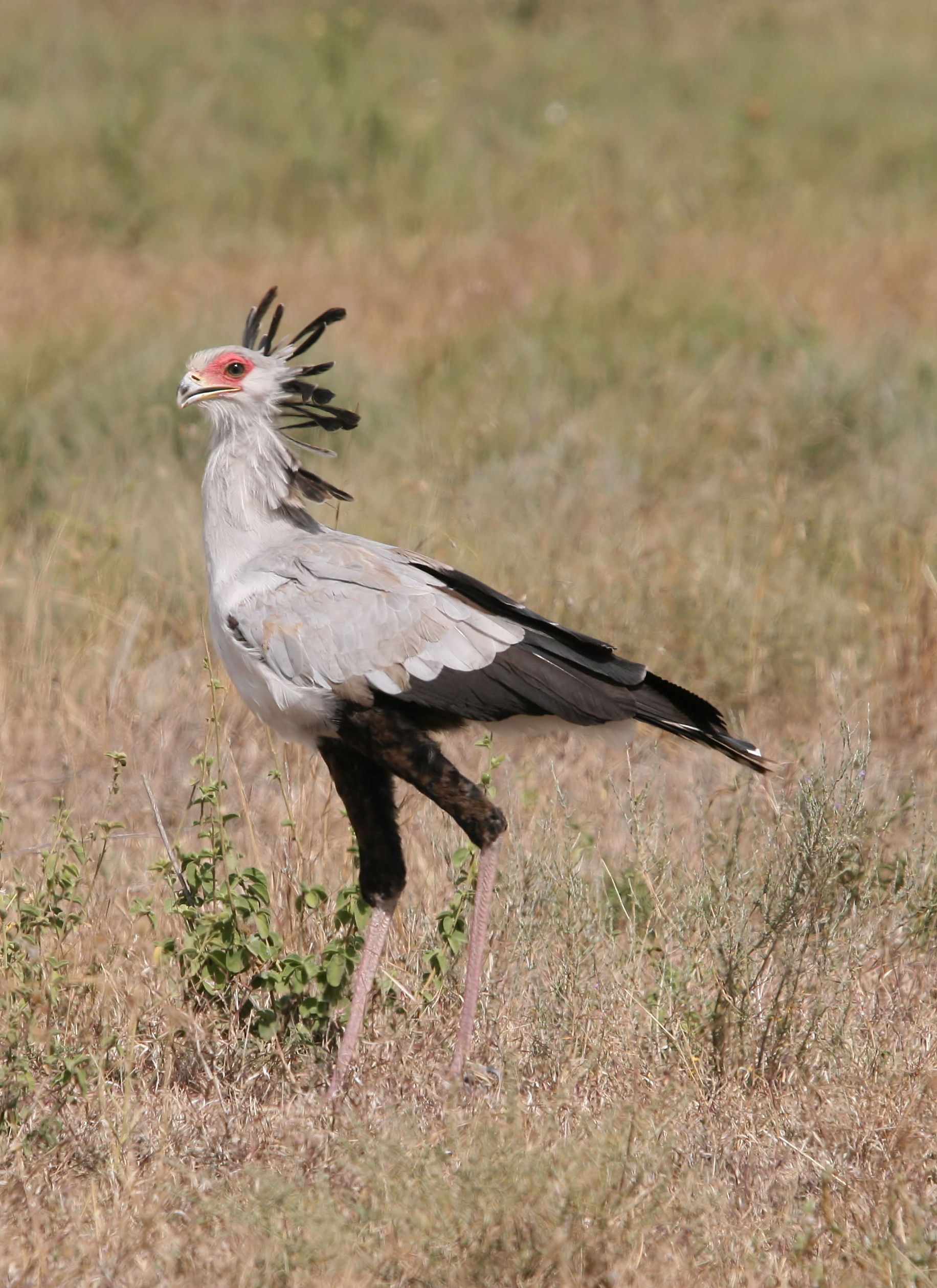
Secretarisvogel
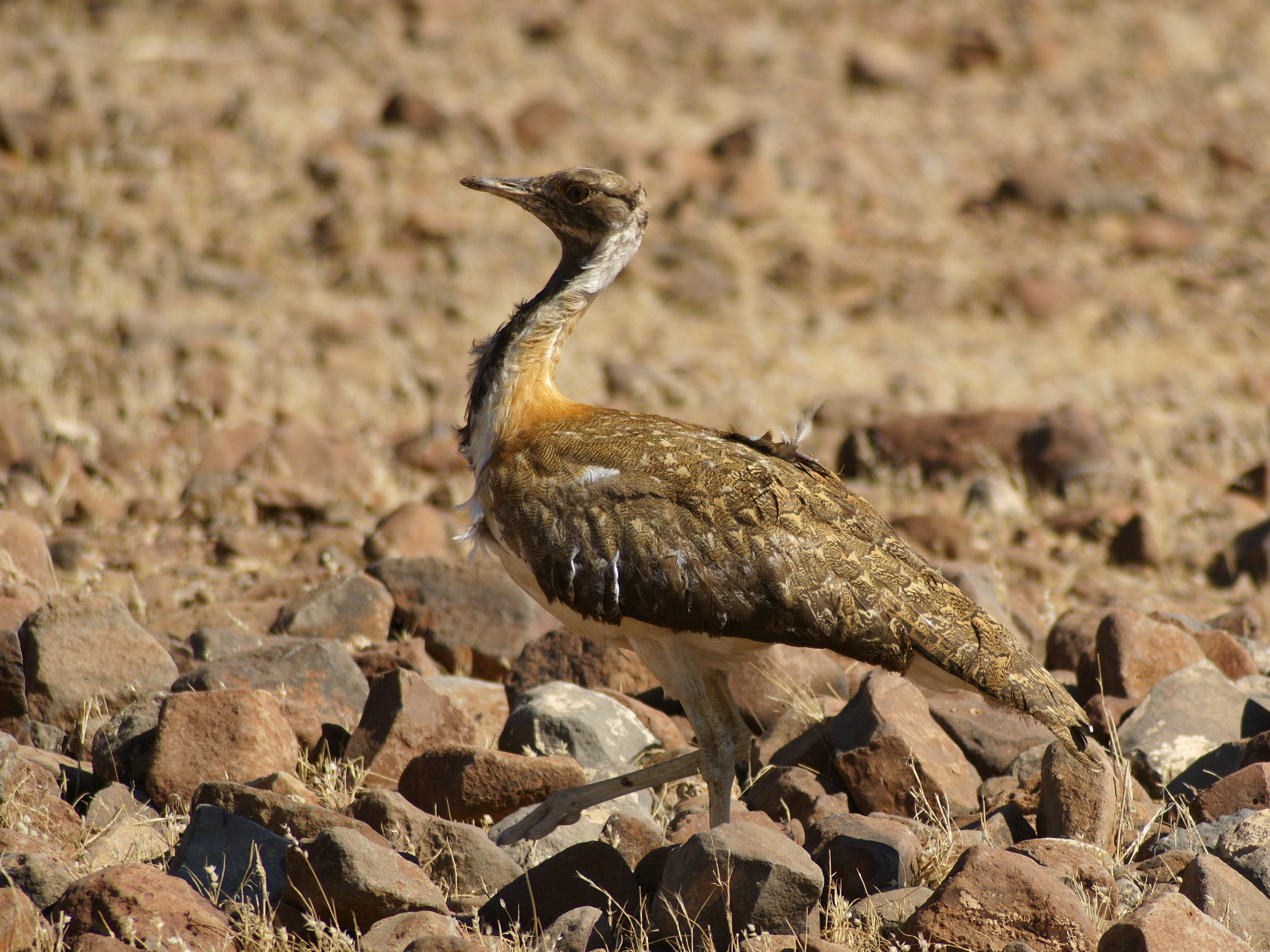
Ludwigs trap.